# Греміо (Порту-Алегрі)
«Греміо» (порт. Grêmio Foot-Ball Porto Alegrense) — бразильський професіональний футбольний клуб з міста Порту-Алегрі, штат Ріу-Гранді-ду-Сул. Заснований англійськими та німецькими іммігрантами 15 вересня 1903 року. Є одним із найтитулованіших футбольних клубів Бразилії: основні трофеї Греміо включають один Міжконтинентальний кубок, два Кубки Лібертадорес, два національні чемпіонати і чотири національних кубки. «Греміо» грає в трикольорових (синій, білий і чорний) смугастих сорочках, чорних шортах та білих шкарпетках. Клуб є одним з двох грандів свого штату (разом із «Інтернасьйоналем», протистояння з яким носить назву «Ґре-Нал».
Клуб займає 1-ше місце в офіційному ранжуванні бразильських команд Бразильською футбольною конфедерацією. «Греміо» також займає 3-є місце серед бразильських команд в континентальних змаганнях КОНМЕБОЛ (Південноамериканська футбольна конфедерація).
Згідно з даними двох дослідних інститутів, що опублікували результати своїх досліджень у 2004 і 2006 роках, за «Греміо» вболіває 6400 тисяч осіб (7-й показник у Бразилії).
У 1990-х клуб тренував Луїс Феліпе Сколарі з яким завоював кубок Бразилії, наступного року Кубок Лібертадорес, і ще через рік — чемпіонат Бразилії.

## Досягнення
- Чемпіон Бразилії: 1981, 1996
- Кубок Бразилії: 1989, 1994, 1997, 2001, 2016
- Суперкубок Бразилії: 1990
- Кубок Лібертадорес: 1983, 1995, 2017
- Міжконтинентальний кубок: 1983
- Рекопа Південної Америки: 1996, 2018

## Відомі гравці
- Роналдінью
- Лукас Лейва
- Маріо Жардел
- Емерсон Феррейра